# Lijst van bergen in Argentinië

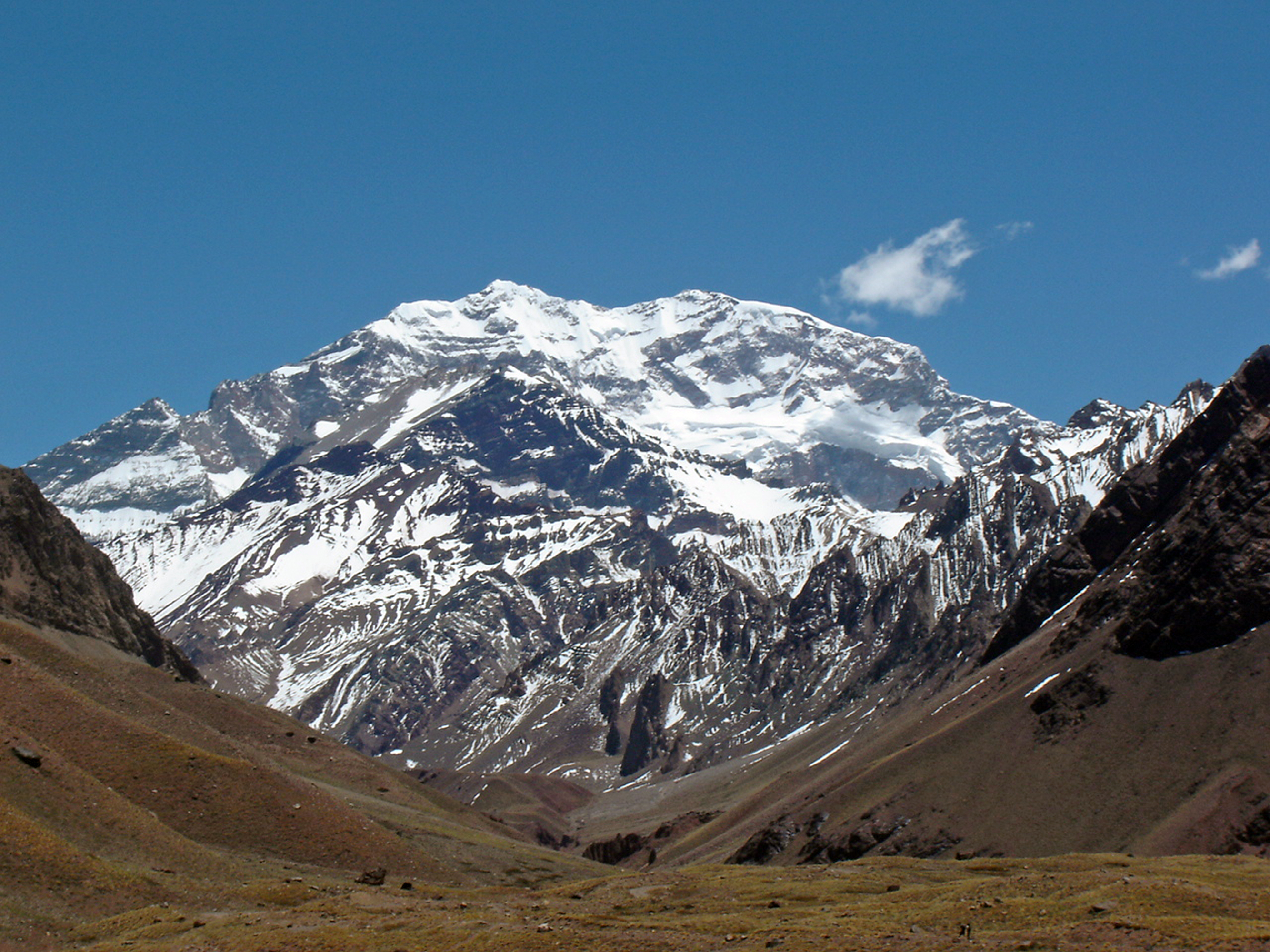
Aconcagua

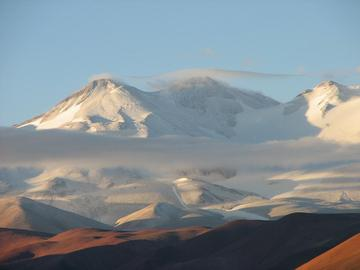
Monte Pissis

Dit is een lijst van bergen in Argentinië.
| Legenda Berg Vulkaan - slapend of inactief Vulkaan - recente activiteit |

| Type | Naam van de berg             | Hoogte  | Gebergte | Provincie                                  | Coördinaten            |
| ---- | ---------------------------- | ------- | -------- | ------------------------------------------ | ---------------------- |
|      | Aconcagua                    | 6.961 m | Andes    | Mendoza                                    | 32° 39′ ZB, 70° 1′ WL  |
|      | Ojos del Salado              | 6.891 m | Andes    | Catamarca (grens Argentinië/Chili)         | 27° 7′ ZB, 68° 32′ WL  |
|      | Monte Pissis                 | 6.792 m | Andes    | Catamarca La Rioja                         | 27° 45′ ZB, 68° 47′ WL |
|      | Llullaillaco                 | 6.739 m | Andes    | Salta (grens Argentinië/Chili)             | 24° 43′ ZB, 68° 32′ WL |
|      | Tupungato                    | 6.570 m | Andes    | Mendoza (grens Argentinië/Chili)           | 33° 21′ ZB, 69° 46′ WL |
|      | Aracar                       | 6.095 m | Andes    | Salta                                      | 24° 17′ ZB, 67° 47′ WL |
|      | Tronador                     | 3.491 m | Andes    | Neuquén Río Negro (grens Argentinië/Chili) | 41° 9′ ZB, 71° 53′ WL  |
|      | Cerro Chaltén Monte Fitz Roy | 3.375 m | Andes    | Santa Cruz (grens Argentinië/Chili)        | 49° 16′ ZB, 73° 3′ WL  |
|      | Cerro Torre                  | 3.133 m | Andes    | Santa Cruz (grens Argentinië/Chili)        | 49° 18′ ZB, 73° 6′ WL  |
|      | Copahué                      | 2.997 m | Andes    | Neuquén (grens Argentinië/Chili)           | 37° 52′ ZB, 71° 10′ WL |
|      | Cerro Catedral               | 2.405 m | Andes    | Río Negro                                  | 41° 13′ ZB, 71° 30′ WL |